# Richard Bussmann
Richard Bussmann (* 1975 in Dortmund) ist ein deutscher Ägyptologe.

## Leben
Bussmann studierte von 1995 bis 2002 Ägyptologie, Altorientalistik und Theologie an der Universität Heidelberg, FU und HU Berlin. Den Magister Artium legte er 2002 an der FU Berlin ab. Von 2004 bis 2006 war er Doktorand der Graduiertenschule Götterbilder – Gottesbilder – Bilder der Welt. Polytheismus und Monotheismus in der Antike der Universität Göttingen. Nach seiner Promotion 2007 in Ägyptologie an der FU Berlin mit der Dissertation Die Provinztempel Ägyptens von der 0. bis zur 11. Dynastie: Archäologie und Geschichte einer gesellschaftlichen Institution zwischen Residenz und Provinz war er dort von 2007 bis 2010 Lehrbeauftragter (Wissenschaftlicher Mitarbeiter). Als Postdoktorand der Humboldt-Stiftung forschte er 2010 an der Universität Cambridge. Von 2010 bis 2016 unterrichtete er als Lecturer für Ägyptologie und Ägyptische Archäologie am University College London. Seit 2016 lehrt er als Professor für Ägyptologie an der Universität zu Köln.
Seine Forschungsinteressen sind Sozialarchäologie, Kulturanthropologie, komplexe Gesellschaften und archaische Staaten, Urbanismus in Nordostafrika, Archäologie der Religion und provinzielles Ägypten in der Bronzezeit.
Im Jahre 2019 wurde Richard Bussmann zum Generalsekretär des Internationalen Ägyptologen-Verbandes gewählt.

## Schriften (Auswahl)
- Die Provinztempel Ägyptens von der 0. bis zur 11. Dynastie. Archäologie und Geschichte einer gesellschaftlichen Institution zwischen Residenz und Provinz (= Probleme der Ägyptologie. Band 30). Brill, Leiden/Boston 2010, ISBN 978-90-04-17933-2 (zugleich Dissertation, FU Berlin 2007).
- Complete Middle Egyptian. A new method for understanding hieroglyphs. Reading texts in context  (= Bibliothèque d'étude. Band 135). Teach Yourself, London 2017, ISBN 978-1-473-60979-2.